# Малий Кугланур
Малий Куглану́р (рос. Малый Кугланур, марій. Изи Кугланур) — присілок у складі Оршанського району Марій Ел, Росія. Входить до складу Шулкинського сільського поселення.

## Населення
Населення — 46 осіб (2010; 20 у 2002).
Національний склад (станом на 2002 рік):
- марі — 88 %